# Incamyiopsis imitatrix
Incamyiopsis imitatrix är en tvåvingeart som beskrevs av Townsend 1919. Incamyiopsis imitatrix ingår i släktet Incamyiopsis och familjen parasitflugor.
Artens utbredningsområde är Peru. Inga underarter finns listade i Catalogue of Life.